# Aeroporto Internacional de Miami
O Aeroporto Internacional de Miami (em inglês:  Miami International Airport) é um aeroporto localizado no Condado de Miami-Dade, Flórida, Estados Unidos. O aeroporto fica numa área não incorporada no condado, a 13 km a noroeste do centro de Miami, na região metropolitana, entre as cidades de Miami, Hialeah, Doral e Miami Springs, Virginia Gardens e o bairro não-corporativo de Fontainebleau.
É o principal aeroporto do sul da Flórida para voos internacionais de longa distância e um hub para o Sudeste dos Estados Unidos, com voos de passageiros e de carga para cidades da América, Europa, e a Ásia Ocidental, bem de como voos de carga para a Ásia Oriental. É a maior porta de entrada entre os Estados Unidos e a América do Sul e é um dos maiores hubs de companhias aéreas dos Estados Unidos, devido a proximidade de atrações turísticas, crescimento econômico local, grandes contingente populacional local e estratégia para lidar com o tráfego de conexão entre a América do Norte, do Sul e a Europa.
Em 2017, 44 071 313 passageiros viajaram pelo aeroporto, tornando-se o 40.° aeroporto mais movimentado do mundo em termos de tráfego de passageiros. O aeroporto também é considerado o 12.° aeroporto mais movimentado dos Estados Unidos em termos de movimento de passageiros, e também o segundo mais movimentado da Flórida. O aeroporto também lidou com mais cargas internacionais do que qualquer outro aeroporto nos EUA.
O aeroporto é o principal portal da American Airlines para as Américas Central e do Sul, juntamente com um hub doméstico para sua afiliada regional American Eagle nos EUA. Também serve como uma cidade destaque para a Avianca, Frontier Airlines e a LATAM, tanto para passageiros quanto para operações de carga. No passado, foi um hub para a Braniff International Airways, an Eastern Air Lines, Air Flórida, a National Airlines original, a Pan Am, a United Airlines, Iberia e Fine Air. 

## História
O primeiro aeroporto no local do atual aeroporto foi inaugurado na década de 1920 e ficou conhecido como Aeroporto da Cidade de Miami. A Pan American World Airways abriu uma instalação expandida adjacente ao City Airport, Pan American Field, em 1928. O Pan American Field foi construído em 116 acres de terra na 36th Street e foi o único aeroporto continental no leste dos Estados Unidos que tinha portas de entrada. Suas pistas estavam localizadas ao redor do limiar da atual pista 26R. A Eastern Air Lines começou a servir o Pan American Field em 1931, seguida pela National Airlines em 1936. A National usou um terminal no lado oposto da LeJeune Road do aeroporto e interrompia o tráfego na estrada para taxiar aeronaves e para seu terminal.
O Aeródromo do Exército de Miami foi inaugurado em 1943, durante a Segunda Guerra Mundial ao sul do Pan American Field, as pistas das duas foram originalmente separadas por trilhos de trem, mas os dois aeródromos foram listados em alguns diretórios como uma instalação única. Após a Segunda Guerra Mundial em 1945, a Cidade de Miami, estabeleceu uma Autoridade Portuária e aumentou a receita de títulos para a compra do Pan American Field, que havia sido renomeado para 36th Street Airport, da Pan Am. Ele se fundiu com o antigo Aeródromo Militar de Miami, que foi comprado das Forças Aéreas do Exército dos Estados Unidos ao sul da ferrovia em 1949 e expandiu ainda mais em 1951, quando a própria linha ferroviária foi movida ao sul para dar mais espaço. O antigo terminal da 36th Street foi fechado em 1959, quando o centro moderno de passageiros se abriu. A tropa de tropas e esquadrões de resgate das Forças Aéreas do Exército dos Estados Unidos também operaram no aeroporto de 1949 a 1959, quando a última unidade se mudou para a Base da Força Aérea de Homestad.
Os voos sem escalas para Chicago e o Aeroporto Internacional de Newark, no nordeste de Nova Jérsia começaram no final de 1946, mas as paradas não alcançaram o oeste além de St. Louis e Nova Orleães até janeiro de 1962. Os voos transatlânticos sem escalas para a Europa começaram em 1970. No início da década de 1980, A Air Flórida tinha um hub em Miami, com um voo sem escalas para Londres, Inglaterra, que adquiriu da National após a fusão desta com a Pan Am. A Air Florida encerrou suas atividades em 1982, após o fatal acidente do Voo Air Florida 90. A British Airways realizou uma operação Conciser SST (transporte supersônico) entre Miami e Londres via Washington, D.C. de 1984 a 1991.
O ex-austronauta da Apollo 8, Frank Borman, após se ter tornado presidente da Eastern Air Lines em 1975 mudou a sede da Eastern do Rockefeller Center, em Nova Iorque, para o Building 16, no nordeste do aeroporto, base de manutenção da Eastern. Eastern permaneceu como um dos maiores empregados na área metropolitana de Miami até que a agitação dos sindicatos em andamento, juntamente com a aquisição da companhia aérea pelo sindicato Frank Lorenzo em 1986, forçou a empresa a declarar falência em 1989.
No meio da turbulência da Eastern, o dono da American Airlines, Bob Crandall, procurou um novo hub para utilizar novas aeronaves que a AA havia encomendado. Estudos da AA indicaram que a Delta Air Lines forneceria uma forte concorrência na maioria das rotas do hub da Eastern no Aeroporto Internacional de Atlanta Hartsfield-Jackson em Atlanta, Geórgia, mas que o aeroporto tinha muitas rotas importantes servidas apenas pela Eastern. A American anunciou que estabeleceria uma base em Miami em agosto de 1988. Lorenzo considerou vender as lucrativas rotas da América Latina para AA como parte de uma reorganização da Eastern no início de 1989, mas recuou em um último esforço para reconstruir a base em Miami. O esforço rapidamente se mostrou fútil, e a American comprou as rotas em uma liquidação da Eastern que terminou em 1990. Mais tarde nos anos 1990, A American transferiu mais funcionários e equipamentos para Miami de seus hubs domésticos falidos em Nashville, Tennessee e Raleigh, na Carolina do Norte. O hub cresceu de 34 partidas diárias em 1989, para 157 em 1990, 190 em 1992 e um pico de 301 em 1995, incluindo voos de longa distância para a Europa e América do Sul. Hoje Miami é o maior centro de transporte aéreo de carga da América e é o principal ponto de conexão na rede de rotas internacionais norte-sul da companhia aérea.
A Pan Am, a outra grande companhia em Miami, foi adquirida pela Delta em 1991, mas entrou em falência pouco tempo depois. Suas rotas internacionais restantes de Miami para a Europa e América do Sul foram vendidas para a United Airlines por $135 milhões de dólares como parte da liquidação de emergência da Pan Am em dezembro. O hub da United na América do Sul ofereceu 24 partidas diárias no verão de 1992, crescendo para 36 partidas diárias para 21 destinos no verão de 1994, mas retornou para 24 partidas diárias no verão de 1995 e nunca mais expandiu. A United fechou voos de Miami para a América do Sul e fechou a base de tripulantes em Miami, em maio de 2004, realocando a maior parte dos recursos de Miami para seu principal hub no Aeroporto Internacional O'Hare, em Chicago, Illinois. A United cessou todo o serviço de Miami em 2005 com a introdução de seu programa de baixo custo Ted.
A Iberia também estabeleceu um hub em Miami em 1992, posicionando uma frota de aeronaves DC-9 no aeroporto para atender destinos na América Central. O centro aproveitou os destinos concedidos ao abrigo do acordo bilateral da aviação de 1991 entre os Estados Unidos e Espanha. No entanto, os atentados de 11 de setembro tornaram necessário que muitos estrangeiros obtivessem um visto para transitar nos Estados Unidos, e como resultado, a Iberia fechou seu hub em 2004. Miami continua sendo o centro mais importante entre os dois continentes: Europa e América, e hoje mais transportadoras europeias têm conexões com o Aeroporto Internacional de Miami do que qualquer outro aeroporto nos Estados Unidos, exceto o Aeroporto Internacional John F. Kennedy, em Nova Iorque.

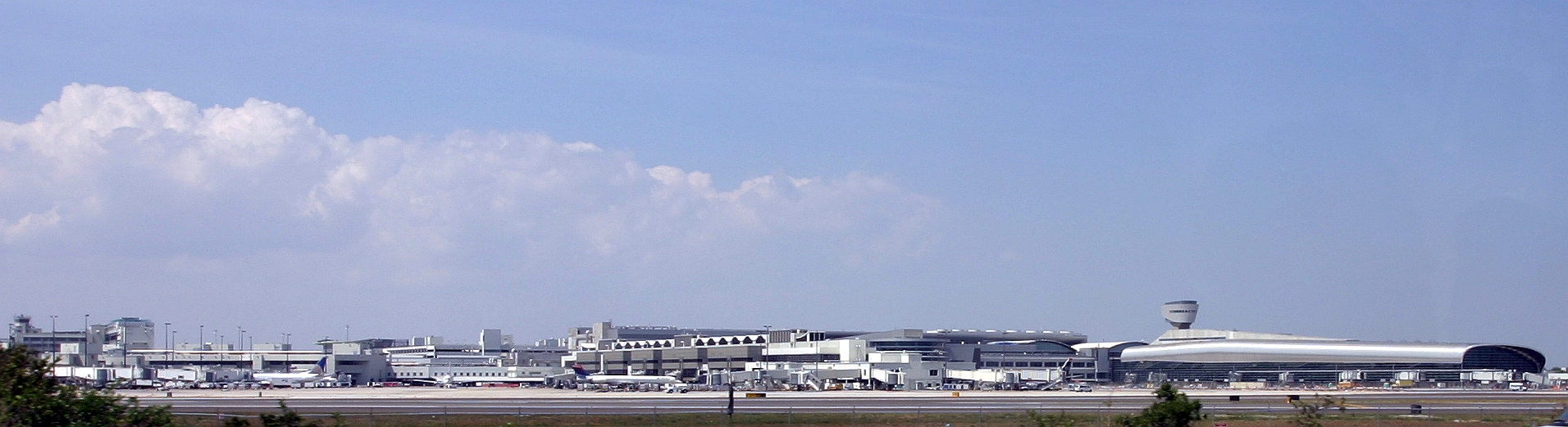
Aeroporto Internacional de Miami